# Nanyangosaure
Nanyangosaure (Nanyangosaurus) és el nom donat a un gènere de dinosaure del Cretaci inferior. Fou un iguanodont que visqué al que actualment és la Xina. L'espècie tipus, Nanyangosaurus zhugeii, fou descrita per Xu, Zhao Lu, Huang, Li, i Dong l'any 2000.